# Burg Mole

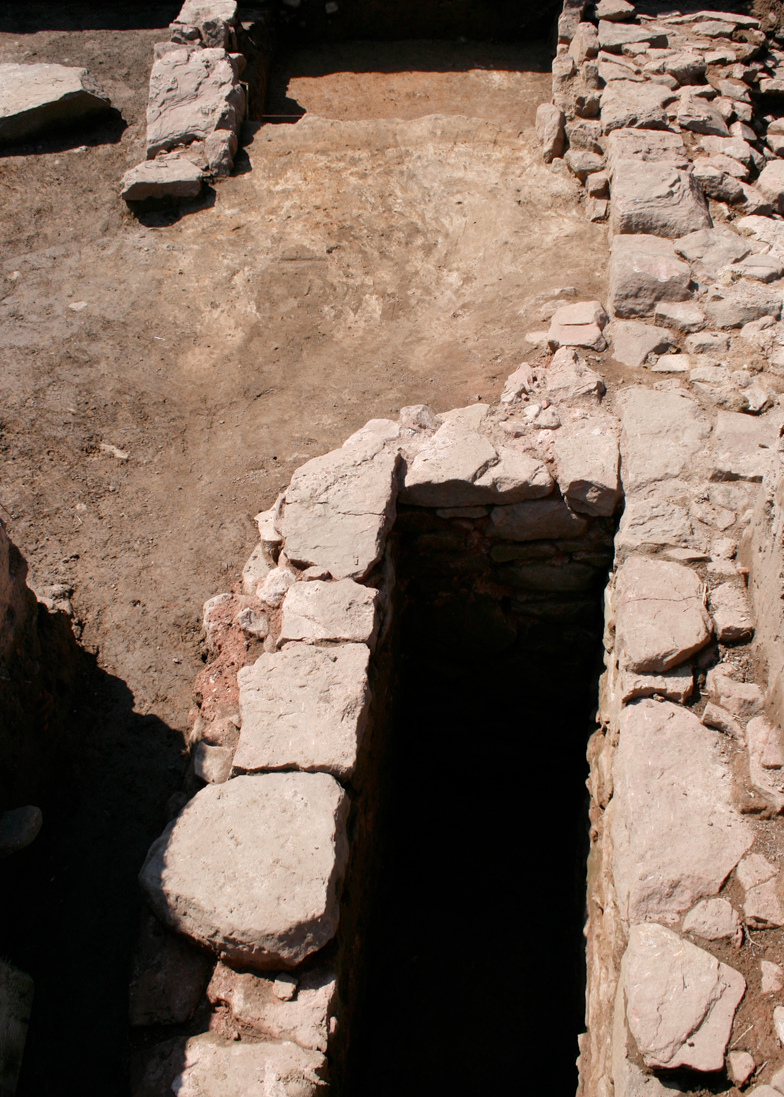
An der Innenseite der nördlichen Ringmauer errichtetes Fundament für eine Latrine (freigelegt während der archäologischen Ausgrabung 2008)

Die Burg Mole, auch Molen genannt, ist eine abgegangene hochmittelalterliche Wasserburg vom Typus einer Turmburg bzw. eines Festen Hauses im Elsavatal südlich von Heimbuchenthal im Landkreis Aschaffenburg in Bayern.
Der Burgstall ist ein Bodendenkmal nach der Bayerischen Denkmalliste, die auf Basis des bayerischen Denkmalschutzgesetzes vom 1. Oktober 1973 erstellt wurde.

## Lage
Der Burgstall „Mole“ liegt im südwestlichen Teil des Spessarts, im Elsavatal zwischen der Ortschaft Heimbuchenthal und Hobbach. Das Burggelände liegt unmittelbar nördlich des ehemaligen Eisenhammers „Höllhammer“. Der Burgstall liegt auf der Gemarkung der Gemeinde Heimbuchenthal, östlich der bayerischen Staatsstraße 2308, und war westlich der Elsava nahe dem Talhang gebaut. Von 1910 bis 1968 passierte die Spessartbahn auf der Strecke Heimbuchenthal – Obernburg die Burgstelle.

## Geologie
Der Burgstall liegt im lehmhaltigen Auengrund der Nord-Süd verlaufenden Elsava, der hier ein sandiger Schwemmfächer des vom westlichen Hang kommenden Kirschengrabens aufgelagert ist. Das relative enge Tal ist von den Sandsteinhöhen (östlich die Kirchhöhe auf 355,4 m NHN, nordwestlich der Eichelsberg auf 425,6 m NHN und südwestlich der Höllenberg auf 411 m NHN) des Spessarts eingezwängt. Wenige Hundert Meter südlich des ehemaligen Höllenhammers mündet der Dammbach von Osten in die Elsava, die von hier aus in einem nun weiter geöffneten Talgrund nach Südwesten Richtung Eschau fließt, wo mit dem Wasserschloss Sommerau eine von der Vergangenheit her ähnliche, aber viel größere Wasserburg noch zu sehen ist.

## Geschichte
Bei der Burg Mole handelt es sich wahrscheinlich um den Höllenturm, der 1851 abgebrochen und dessen Steinmaterial für den Straßenbau verwendet wurde. 2008–2009 fanden zwei Ausgrabungskampagnen durch ein Gemeinschaftsprojekt des Heimat- und Geschichtsvereins Heimbuchenthal, der Gemeinde Heimbuchenthal und des Archäologischen Spessartprojekts mit maßgeblicher Förderung durch den Regierungsbezirk Unterfranken statt.
Keramiken, die vor dem Wohnturm einer wohl hölzernen Vorgängerburg zugeordnet werden, sind in Analogie zum Alten Schloss in Kleinwallstadt auf Ende des 13. Jahrhunderts zuweisbar, was mit einer Urkunde des Mainzer Erzbischofs Werner von Eppstein in Heimbuchenthal vom 16. August 1282 verbunden wird, in der dieser in einem Rechtsstreit zwischen einem Frankfurter Schultheißen Heinrich und dem Stiftskapitel von Frankfurt entscheidet, und von der abgeleitet wird, dass sich der Erzbischof bei seinem Besuch in Heimbuchenthal auf der „Mole“ aufgehalten habe und hier die Urkunde ausgefertigt wurde.
Die Burg „Mole“ selbst wird erstmals in einer Verkaufsurkunde vom 10. Mai 1363 erwähnt, in welcher der Besitzer der „Mole“, Rudolph von der Mulen, die Burganlage an Gerhusin Frischenbeckin verkaufte. Am 22. Februar 1383 erwarb der Aschaffenburger Vizedom Eberhard von Fechenbach die „Mole“ mitsamt all ihren umliegenden Besitztümern. Zwischen 1383 und 1423 kam die Burg in den Besitz des Forstmeisters Henne von Gelnhausen, denn dieser verkauft sie am 23. August 1423 an den Mainzer Erzbischof Konrad III. von Dhaun. Sein Nachfolger, Erzbischof Dietrich Schenk von Erbach, belehnte am 29. Dezember 1434 Hans von Hettersdorf mit der Burg. Möglicherweise hatte er sie schon 1430 vom Vorgänger Konrad III. von Dhaun bekommen. Als Gegenleistung musste sich Hans von Hettersdorf dazu verpflichten, dem Erzbischof mit drei Pferden zu dienen. Am 28. Februar 1438 wurde die Belehnung erneuert. Diese Neubelehnung beendete Streitigkeiten zwischen dem Erzbischof und dem Herren von Hettersdorf, in dessen Verlauf die Mainzer das Haus auf der „Mole“ wohl fast komplett abbrechen und nach Steinheim bei Hanau (vermutlich zur Erweiterung der Burg Steinheim) bringen ließen, dass nur wenige Jahre zuvor 1425 sein Vorgänger Erzbischof Konrad III. von Dhaun erworben hatte. Funde eines Nischenkachelofens, dessen Reste auf etwa 1400 datiert werden und Ähnlichkeit mit Funden auf der 1399 zerstörten Burg Tannenberg bei Seeheim-Jugenheim an der Bergstraße aufweisen, sowie Reste einer Heiligenfigur (um 1430 im Bodenseeraum, vermutlich aus Konstanz), belegen, dass die Anlage bis ins 15. Jahrhundert bewohnt war.

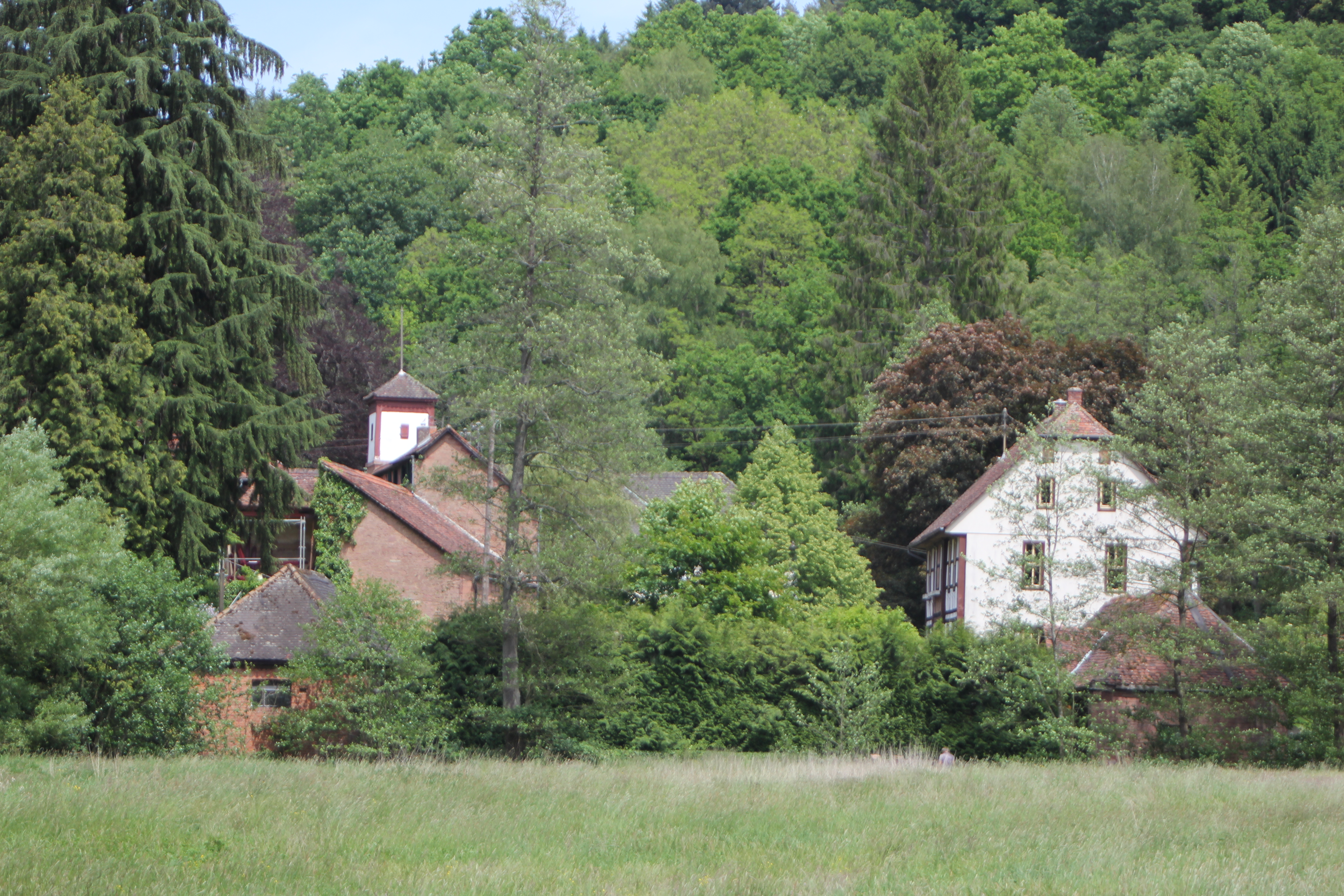
Der südlich gelegene Höllenhammer

Ein archäologischer Glücksfall war die Art und Weise der Verlagerung von Inventar und Burg um die Jahreswende 1437/38. Vor dem Abtragen der Balken wurden das Ziegeldach und die mit Lehm gefüllten Gefache in den Burghof geworfen, wo sich der mittelalterliche Bauschutt bei der Ausgrabung von 2009 als jüngste Schicht bis in eine Höhe von einem halben Meter auftürmte und ergraben wurde.
1443 wechselte die nun nur noch als Lokalität „Mole“ genannte Burgstelle abermals den Besitzer. Andreas von Karbach kaufte die Burg oder ihre Reste am 23. Oktober von Hans von Hettersdorf. Seine Witwe Else von Aulenbach heiratete in zweiter Ehe Leonhard Kottwitz von Aulenbach und die „Mole“ ging in seinen Besitz über. Er verkaufte die Anlage um 1459 an Hamann Echter von Mespelbrunn. Die sogenannte Mole blieb nun bis ins ausgehende 17. Jahrhundert im Besitz dieser Familie und nach ihrem Aussterben im Mannesstamm 1655 bei ihrer Nachfolgern, den Grafen von Ingelheim genannt Echter von und zu Mespelbrunn.
Sie wird jedoch schon auf der Spessartkarte von Paul Pfinzing 1562 (Vorlage) / 1594 (Veröffentlichung) zwischen der südlich vorhandenen Mühle und dem nördlichen Hainbüchetal als „alts Zerbrochens Schlos“ und Ruine gekennzeichnet.
1686 veräußerte Maria Ottilie Freifrau von Ingelheim genannt Echter von und zu Mespelbrunn, den „ruinirten Burgsitz, die Altmühl genannt, so nicht anderst als ein alt verfallenes,… im Thal gelegenes Gemäuer ist“ erneut an ihren Verwandten, den Erzbischof von Mainz Anselm Franz von Ingelheim, im Tausch gegen ein Grundstück in Wintersbach. Seit 1702 der nahe, südlich der Burganlage liegende, Eisenhammer Höllenhammer aufgebaut wurde, ein durch ein Wasserrad angetriebener Hammer zum Schmieden einfacher Eisenteile, der am 6. Dezember 1794 durch Johann Ludwig Rexroth erworben wurde, kann angenommen werden, das auch Steine der letzten Grundmauern für den Ausbau des Eisenhammers verwendet wurden. Darstellungen von 1820 bis 1835 zeigen, dass noch Ruinenreste der Burg mit einem nördlich vorgelagertem Teich vorhanden waren.
Eine umfangreichere Darstellung über die „Mole“ stammt von 1833: „Unweit des Hellhammers gegen Norden findet sich in der Mitte des Thales ein altes zum Theil verfallenes, viereckiges Gemäuer von 130 Schuh Umfang, mit 5 Fuß dicken Mauern, 3 Stockwerk hoch, welches von einem mit Mauern umgebenen Hofraume und einem Wassergraben, dessen Breite nicht mehr angegeben werden kann, eingeschlossen war.“ Bei angenommenen Aschaffenburger Maßen kann mit diesen Angaben für die Ruine des Wohnturmes ein Umfang von 37,765 m errechnet werden, was sehr gut mit den ausgegrabenen Fundamenten von etwa 35,2 m in Übereinstimmung ist. 5 Fuß dicke Mauern würden 1,452 m entsprechen und passen sehr gut zu den gefundenen etwa 1,3 m dicken Fundamenten. Das Wissen um den Burgstall scheint in der Region bereits vollständig erloschen zu sein. Der Autor ergänzt, dass „über den eigentlichen Zweck dieser Gebäude (…) nichts Bestimmtes angegeben werden (kann).“ Die Anlage wird in die Römerzeit gelegt und als Versorgungsstützpunkt der römischen Truppen im Odenwald gedeutet. Es werden Raubgrabungen erwähnt, die allerdings außer „einige(n) Bündel(n) Pfeile(n) und viele(n) Menschenknochen von ungewöhnlicher Größe“ ohne weitere Funde waren.
Mit dem Ausbau des Straßennetzes im Elsavatal (Strecke von Heimbuchenthal nach Obernburg am Main) 1851 wurden die letzten obertägigen Reste der auf Privatgrund liegenden „Mole“ beseitigt. Letzte Reste des Burggrabens wurden verfüllt, der Boden eingeebnet und als Weideland genutzt. In den 1990er Jahren schließlich wurden auf die Burgstallflächen die Sedimente des benachbarten, südlich anschließenden Teiches ausgebreitet und das Bodenniveau dadurch nochmals etwa 1,50 m über die Grundmauerreste angehoben. Bis dahin lagen die Fundamente des Wohnturms nur knapp unter der Humusoberkante und waren im Sommer noch durch veränderten Bewuchs zu erkennen.

## Beschreibung

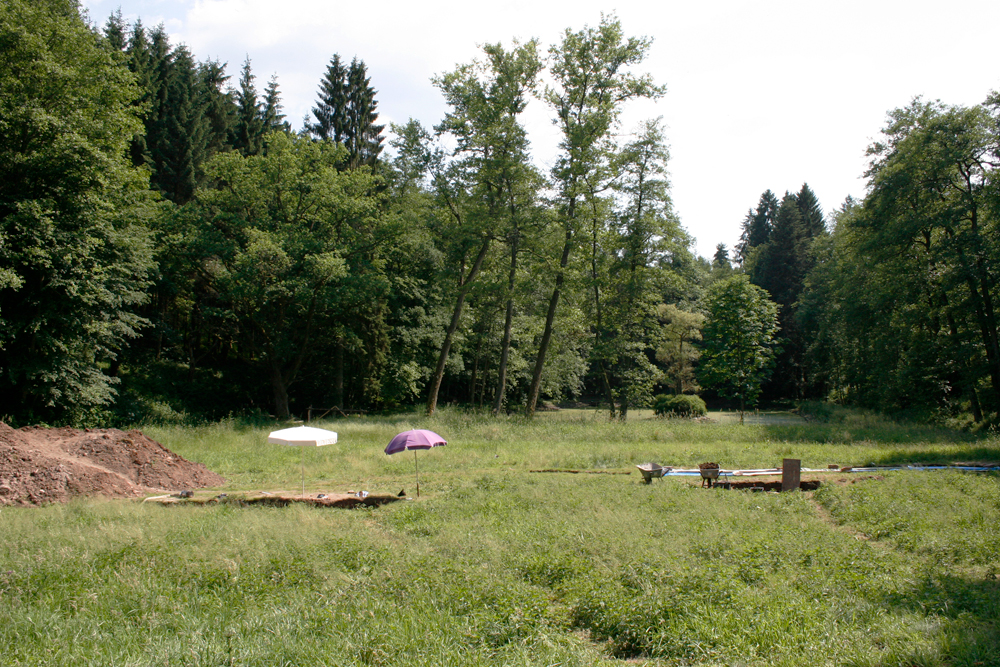
Ausgrabungsüberblick im Sommer 2008 im schmalen Tal der Elsava

Die Beschreibung der Anlage basiert im Wesentlichen auf den Erkenntnissen der Ausgrabungen von 2008 und 2009. Es ließen sich neun Zeitabschnitte unterteilen, wobei die Perioden zwei bis sechs direkt der Burg zugeordnet werden können:
1. Eine eisenzeitliche Vorbesiedlung des Schwemmfächers des „Kirchgrabens“ genannten Wassergrabens direkt nördlich der Burgstelle
2. Es entsteht erstmals eine hochmittelalterliche, hölzernen Vorbebauung, die nur als Motte vermutet werden kann, aus etwa um 1260 bis um 1290 und Abbruch derselben nachgewiesen durch eine ergrabene Brandschicht
3. Die Errichtung der spätmittelalterlichen Burganlage als einfache beinahe quadratische Wasserburg mit einem speziellen Drainagesystem zur Entwässerung und Verfestigung des Untergrundes, steinernen Fundamenten, einer vorgelagerten Schutzmauer und der Anlage des Wohnturms aus der Zeit um 1330/1340
4. Eine Aus- und Umbauphase, gekennzeichnet durch die Anlage eines Stützgewölbes vor der westlichen Ringmauer, einer Verstärkung vor der Nordostecke der Ringmauer sowie der Anlage einer umlaufenden, randständigen Innenbebauung mit Latrine und gepflastertem Stall um ca. 1400
5. Auflassung des Burggrabens bald nach 1400
6. Die systematische Aufgabe der Burg, einhergehend mit dem Abtragen der hölzernen Obergeschosse und Inventar des Wohnturms in den Jahren 1437/1438
7. Die Niederlegung der Ringmauer im Zuge des Aus- und Aufbaus des „Höllhammers“ gegen Ende 17. Jahrhunderts
8. Die noch vorhandene Landschaftsmarke der Ruine des Wohnturms wird um 1851 komplett abgetragen
9. Auflagerung der Sedimente des südlich anschließenden Weihers bis um etwa 1995 bis in einer Höhe von plus 1,50 zum ursprünglichen Niveau der Flussaue des Elsavatalgrundes

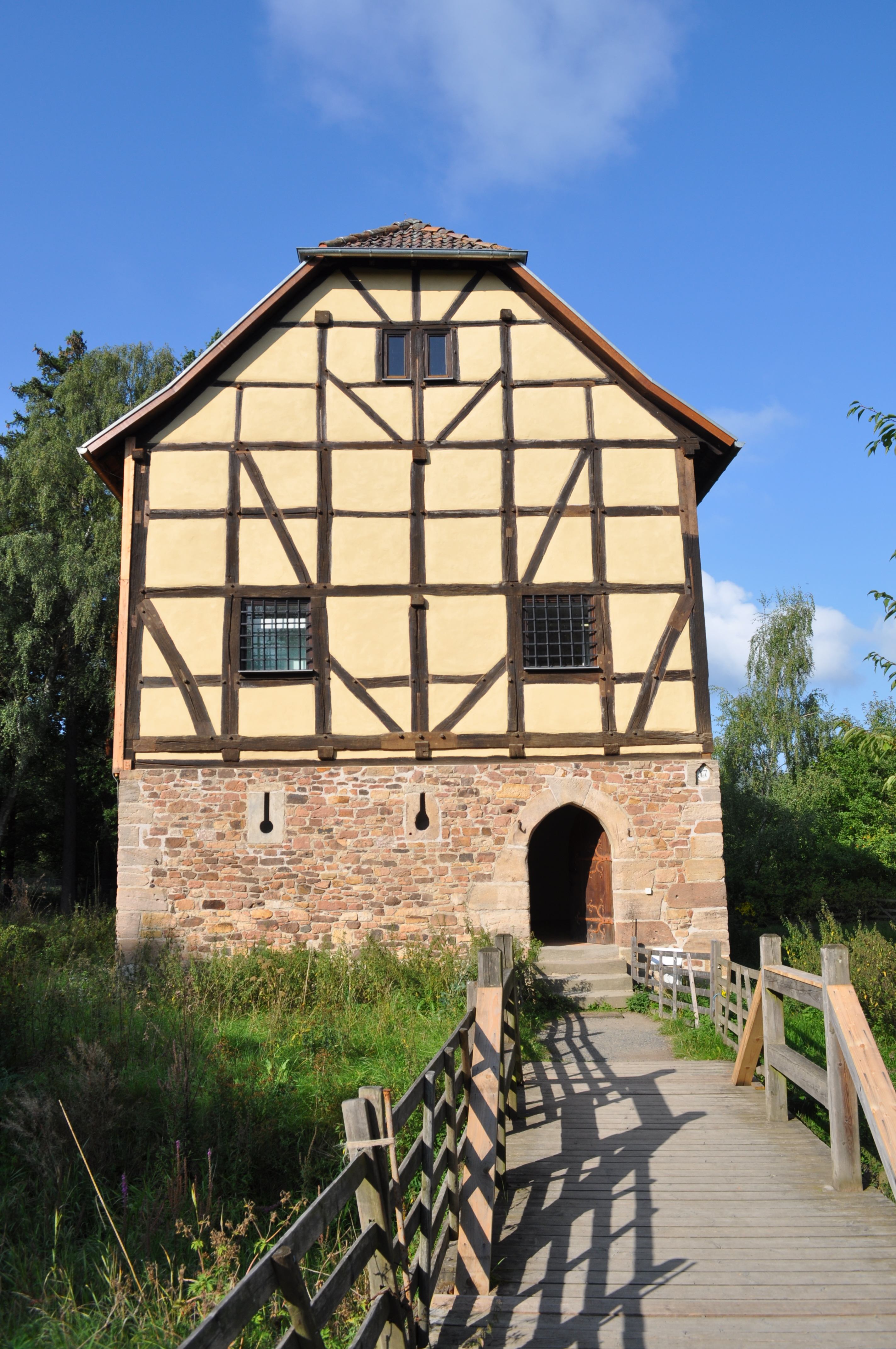
Das Feste Haus Ransbach im Hessenpark, Beispiel für den Wohnturm der Mole

Auf der etwa 410 m2 großen Burgstelle befand sich ein etwa 9,30 Meter mal 8,30 Meter großer Wohnturm in den Grundmauern und zumindest der ersten Etage aus Sandstein in den Etagen aus Fachwerk, umgeben von einer Umfassungsmauer. Heute sind nur noch unterirdische Fundamentmauern erhalten, die eine Stärke von bis zu 1,30 m ausweisen. Die Fundamente des Turmes selbst wurden etwa einen halben Meter in das Schwemmland eingetieft und im Innern mit einer ca. ein Meter dicken Schicht aus Sandsteinen als Drainage aufgefüllt. Um 1400 wurde eine mit Backsteinen und Hohlziegeln durchsetzte Lehmpackung eingebracht, um die Grundmauern zusätzlich trocken zu legen. Am Turm wurden keine Buckelquader gefunden, Turmeinbauten konnten nicht mehr nachgewiesen werden. Der Fund eines grob behauenen Kragsteines verweist auf Auflager für höhere Geschosse. Einen guten Vergleich gibt das Feste Haus aus Ransbach, wie es im Hessenpark erhalten ist. In der Mole wurden jedoch keine Gewölbereste gefunden. Die Besonderheit des viskosen Auelehms verweist darauf, dass nicht viel mehr als ein weiteres Geschoss aus Sandstein aufgesetzt war, wie es Bildreste auf einem erhaltenen Pfeifenkopf von Mole und Höllhammer aus der Zeit um 1820 bis 1830 bestätigen. Die Sandsteine konnten nahen Steinbrüchen der Höhen links und rechts des Elsavatales zugewiesen werden. Gefundener Mörtel zeigt, dass der Turm zu großen Teilen verputzt war.
Interessante Aspekte weist die umgebende Ringmauer auf, die nochmals 1,50 m tiefer als das Turmfundament gegründet war. Sie wurde spätestens bei den Umbauten um 1400 an den Ecken durch erweiterte Stützen bzw. Auskragungen stabilisiert und im Mauerbereich der etwas längeren Nord-Süd Seiten jeweils durch mehrere Stützpfeiler verstärkt, die teils bei Anlage der Ringmauer, teils später zur Verstärkung eingebracht wurden. Turm und Mauer stehen leicht verdreht zueinander. Zum Ausbau gehört ein als Latrine angesprochener rechteckiger brunnenähnlicher Schacht mittig innen an der nördlichen Burgmauer. In der Südostecke konnten die Fundamente eines als Stall benannten Gebäudes (Hufeisenfunde) ergraben werden, der mit Steinplatten ausgelegt war und eine Größe von fünf auf vier Metern hatte.
Südlich der Burgmauer war ein breiter Damm vorgelagert, über den südlich der Eingang über den Wassergraben zur Burg vermutet wird. Am südwestlichen Ende des Dammes wurde eine mit einem sog. „Mönch“ verschließbare Deichelleitung gefunden, die die Höhe des Wasserstandes des Burggrabens regulierte. Die Sohle des Wassergrabens konnte in etwa 2,30 m Tiefe nachgewiesen werden.
Hochwertige Funde, wie Reste eines Nischenkachelofens, Glasreste, Reste einer engobierten Dieburger Kanne mit schlankem Fußteil, Reste eines Siegburger Trichterbechers, Gürtelbesatz, Reste von Keramikfliesen und Heiligenfigürchen und nicht zuletzt Schlackenreste von Eisenverhüttung zeigen den Lebensstil auf der Burg gegen Ende des 14. Jahrhunderts. Das Ende des ersten Booms der Raseneisenerz- und Glasverhüttung im Spessart, bekannte schwere Unwetterereignisse, die den Spessart Mitte des 14. Jahrhunderts durch fast vollständige Entwaldung schwer trafen und das trotz Umbaumaßnahmen nicht zu verhindernde Absinken der Burganlage im Schwemmtal der Elsava führten gegen Mitte des 15. Jahrhunderts zu einer vollständigen Aufgabe und Abbaus der Burg, die fortifikatorisch im Elsavateil nicht sehr vorteilhaft gelegen nur als Talsperre und Mainzer Zollstelle angesehen werden kann.

## Heutige Nutzung
Das Gelände wurde nach den Ausgrabungen wieder verfüllt, befindet sich auf Privatgelände und kann nicht betreten werden. Im Rahmen des europäischen Heimbuchenthaler Kulturweges „Zwischen Himmel & Hölle“ von etwa elf Kilometern in zwei Schleifen (fünf bzw. sechs Kilometer) wird auf Tafel 6 in der Südschleife auch der Burgstall mit erläutert.

## Sagen
Drei Sagen aus dem Spessart werden mit der Burg Mole, manchmal auch Höllenturm oder Höllenschloß genannt, in Verbindung gebracht. Dabei werden die Besitzer meist als Raubritter oder böse Ritter angesehen, die Konkurrenten der Spessartherren, der Grafen von Rieneck gewesen sein sollen. Daneben werden Beziehungen zum Wasserschloss Oberaulenbach (unterirdischer Gang) und zur rieneckischen Burg Wildenstein benannt.

### Ältere Literatur
- Adalbert von Herrlein: Der Höllenthurm. In: Aschaffenburg und seine Umgegend – Ein Handbuch für Fremde, Aschaffenburg 1857, S. 99 f.